# Tsuyoshi Kodama
Tsuyoshi Kodama (児玉 剛 Kodama Tsuyoshi?, Suita, Osaka, 28 de diciembre de 1987) es un futbolista japonés que juega como guardameta en el Nagoya Grampus.

## Trayectoria
En enero de 2025 anunció su retirada. A pesar de ello, el siguiente decidió posponerla y fichó por el Nagoya Grampus.

## Clubes
| Club              | País  | Año       |
| ----------------- | ----- | --------- |
| Kyoto Sanga F. C. | Japón | 2010-2013 |
| Ehime FC          | Japón | 2014-2016 |
| Montedio Yamagata | Japón | 2017-2018 |
| F. C. Tokyo       | Japón | 2019-2024 |
| Nagoya Grampus    | Japón | 2025-     |

## Palmarés

### Títulos nacionales
| Título         | Club        | País  | Año  |
| -------------- | ----------- | ----- | ---- |
| Copa J. League | F. C. Tokyo | Japón | 2020 |